# 49. Internationale Sechstagefahrt
Die 49. Internationale Sechstagefahrt war die Mannschaftsweltmeisterschaft im Endurosport und fand vom 9. bis 14. September 1974 im italienischen Camerino und im Umbrisch-Markesischen Apennin statt. Die Nationalmannschaften der ČSSR konnten zum insgesamt zwölften und gleichzeitig fünften Mal in Folge die Trophy-Wertung sowie zum vierzehnten Mal die Silbervasenwertung gewinnen.

## Wettkampf

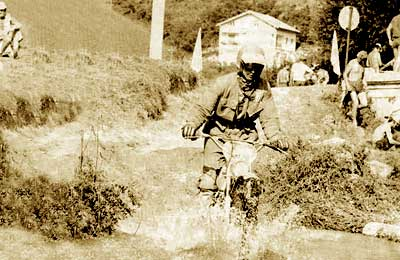
Wettkampfszene ohne nähere Ortsangabe

### Organisation
Die Veranstaltung wurde zum sechsten Mal in Italien ausgetragen, nachdem bereits die 13. (1931), 14. (1932), 23. (1948), 26. (1951) und 43. Internationale Sechstagefahrt (1968) an Italien vergeben wurden.
Aktive und Betreuer waren in Internatsgebäuden der Universität Camerino untergebracht.
Für den Wettkampf waren 326 Fahrer von 18 Motorsportverbänden der FIM gemeldet. Um die Trophy-Wertung fuhren Mannschaften aus 14 Nationen. Zudem waren 19 Silbervasen-, 42 Fabrik- und 25 Club-Mannschaften am Start.
BRD und DDR nahmen jeweils an der World Trophy sowie mit zwei bzw. einer Silbervasenmannschaft teil. Zudem waren fünf bundesdeutsche Clubmannschaften am Start. Die Schweiz nahm an der World Trophy teil, Österreich stellte eine Silbervasenmannschaft.

### 1. Tag
Von den 326 gemeldeten Fahrern nahmen 300 den Wettkampf auf. Die Strecke war ein dreimal zu durchfahrender Rundkurs mit insgesamt 326 km Länge, was gleichzeitig die längste Tagesetappe darstellte. Das Wetter war der Jahreszeit entsprechend und niederschlagsfrei.
Kurz nach dem Start war als erste der beiden Sonderprüfungen eine Beschleunigungsprüfung mit Lautstärkenmessung zu absolvieren. Die zweite war eine Geländeprüfung.
In der Trophy-Wertung führte die Mannschaft der BRD, vor der Mannschaft der ČSSR und der Mannschaft Italiens. Die DDR folgte auf dem 4. Platz, die Schweiz belegte den 10. Platz.
Bei der Silbervasenwertung führte die italienische B- vor der A-Mannschaft und der B-Mannschaft der ČSSR. Die A- und B-Mannschaft der BRD folgten auf den Plätzen 5 bzw. 6. Die DDR belegte den 8. Platz.
20 Fahrer schieden aus dem Wettbewerb aus.

### 2. Tag
Die Strecke des zweiten Tages war vom Prinzip wie die des Vortags angelegt. Ein dreimal zu durchfahrender Rundkurs von je 93 km sowie 20 km Anfahrtstrecke von Camerino.
Die Sonderprüfungen waren die gleichen des Vortags.
In der Trophy-Wertung führte die Mannschaft der ČSSR, vor der Mannschaft der DDR und der Mannschaft Großbritanniens. Die Mannschaft der Schweiz verbesserte sich auf den 7. Platz. Die BRD rutschte auf den 11. Platz ab.
Bei der Silbervasenwertung führte die B-Mannschaft Italiens vor der B- und A-Mannschaft der ČSSR. Die Mannschaft Österreichs belegte nach wie vor Platz 8.
28 Fahrer schieden aus dem Wettbewerb aus, davon ist einer nicht mehr gestartet, zwei wurden ausgeschlossen.

### 3. Tag
Die Strecke war quasi identisch des zweiten Tages und in entgegengesetzter Richtung zu durchfahren. Das Wetter war bei Start neblig mit geringen Sichtweiten, im Verlauf des Tages löste sich dieser auf.
Die Sonderprüfungen waren die gleichen wie bisher.
In der Trophy-Wertung führte wie am Vortag die Mannschaft der ČSSR, vor der Mannschaft der DDR und der Mannschaft Großbritanniens. Die Mannschaft der Schweiz rutschte auf den 9. Platz ab, die BRD verbesserte sich auf den 10. Platz.
Bei der Silbervasenwertung führte die B- vor der A-Mannschaft der ČSSR und der B-Mannschaft Italiens. Die Mannschaft Österreichs verbesserte sich auf Platz 8.
18 Fahrer schieden aus dem Wettbewerb aus, davon sind zwei nicht mehr gestartet.

### 4. Tag
Die Streckenlänge betrug insgesamt 299 km. Im Verlauf war ein Rundkurs von je 85 km dreimal zu durchfahren. Das Wetter war niederschlagsfrei.
Die Sonderprüfungen waren die gleichen wie an den Vortagen.
In der Trophy-Wertung führte die Mannschaft der ČSSR vor der Mannschaft Italiens und der Mannschaft Schwedens. Die Mannschaft der DDR lag auf dem 5. Platz, die Schweiz verbesserte sich auf den 8. Platz.
Bei der Silbervasenwertung führte die B-Mannschaft der ČSSR vor der A-Mannschaft Italiens und der A-Mannschaft der ČSSR. Die Mannschaft Österreichs verbesserte sich auf Platz 5. Die A- und B-Mannschaft der BRD folgten auf den Plätzen 8 bzw. 10. Die DDR belegte den 9. Platz.
61 Fahrer schieden aus dem Wettbewerb aus.

### 5. Tag
Die Strecke folgte dem Prinzip der bisherigen Tage: 299 km Streckenlänge, in deren Verlauf ein dreimal zu absolvierender Rundkurs. Das Wetter war weiter niederschlagsfrei.
In der Trophy-Wertung führte die Mannschaft der ČSSR vor der Mannschaft Schwedens und der Mannschaft Italiens. Die Mannschaft der DDR rutschte auf den 6. Platz die Schweiz auf den 9. Platz ab.
Bei der Silbervasenwertung führte weiter die B-Mannschaft der ČSSR vor der A-Mannschaft Italiens und der A-Mannschaft der ČSSR. Die Mannschaft Österreichs rutschte auf den 6. Platz ab. Die A- und B-Mannschaft der BRD folgten gegenüber dem Vortag unverändert auf den Plätzen 8 bzw. 10. Die DDR belegte gleichsam unverändert den 9. Platz.
9 Fahrer schieden aus dem Wettbewerb aus.

### 6. Tag
Die letzte Tagesetappe führte über 126 km. Das Wetter war sonnig.
Das abschließende Motocrossrennen als letzte Sonderprüfung fand auf der auf 2 km verkürzten WM-Strecke von Esanatoglia statt. Die Fahrer der Klassen bis einschließlich 75 cm³ mussten fünf Runden absolvieren, alle anderen sieben. Die Rundenzeiten wurden für die Ermittlung der Gut-Punkte herangezogen, für jede nicht gefahrene Runde wurden Strafpunkte vergeben. Im Nachgang wurde seitens der Jury die Soll-Rundenzahl auf vier bzw. sechs herabgesetzt und entsprechend gewertet.
Von 300 am ersten Tag gestarteten Fahrern erreichten 164 das Ziel.

## Endergebnisse

### Trophy
| Platz | Team                            | Strafpunkte | Gut-Punkte |
| ----- | ------------------------------- | ----------- | ---------- |
| 1.    | Tschechoslowakei                | 0           | 245,4      |
| 2.    | Schweden                        | 11          | 942,1      |
| 3.    | Italien                         | 28          | 574,3      |
| 4.    | Vereinigte Staaten              | 79          | 1814,4     |
| 5.    | Niederlande                     | 455         | 2023,6     |
| 6.    | Deutsche Demokratische Republik | 600         | 794,8      |
| 7.    | Polen                           | 673         | 2102,0     |
| 8.    | Vereinigtes Königreich          | 932         | 1603,6     |
| 9.    | Schweiz                         | 1249        | 4033,8     |
| 10.   | Sowjetunion                     | 1707        | 991,4      |
| 11.   | Frankreich                      | 1726        | 1013,6     |
| 12.   | Kanada                          | 1944        | 2391,3     |

Die Nationalmannschaft der  BR Deutschland wurde durch ihre Mannschaftsleitung nach dem dritten Fahrtag zurückgezogen und schied damit aus dem Wettbewerb.
Auch die Nationalmannschaft  Belgiens gab den Wettbewerb auf/schied aus.

### Silbervase
| Platz | Team                                  | Strafpunkte | Gut-Punkte |
| ----- | ------------------------------------- | ----------- | ---------- |
| 1.    | Tschechoslowakei (B-Mannschaft)       | 1           | 305,4      |
| 2.    | Italien (A-Mannschaft)                | 1           | 354,7      |
| 3.    | Tschechoslowakei (A-Mannschaft)       | 7           | 687,4      |
| 4.    | Vereinigte Staaten                    | 9           | 1254,2     |
| 5.    | Österreich                            | 100         | 2056,1     |
| 6.    | Niederlande                           | 101         | 1682,7     |
| 7.    | Italien (B-Mannschaft)                | 302         | 300,7      |
| 8.    | BR Deutschland (A-Mannschaft)         | 506         | 841,2      |
| 9.    | Deutsche Demokratische Republik       | 513         | 1033,5     |
| 10.   | BR Deutschland (B-Mannschaft)         | 524         | 724,5      |
| 11.   | Schweden                              | 643         | 811,9      |
| 12.   | Vereinigtes Königreich (B-Mannschaft) | 789         | 1235,4     |
| 13.   | Vereinigtes Königreich (A-Mannschaft) | 910         | 1525,5     |
| 14.   | Spanien                               | 947         | 675,0      |
| 15.   | Frankreich (B-Mannschaft)             | 1036        | 938,0      |
| 16.   | Belgien                               | 1020        | 1266,1     |

Folgende Nationalmannschaften gaben den Wettbewerb auf/schieden aus:
 Kanada
 Finnland
 Frankreich (A-Mannschaft)

### Club-Mannschaften
| Platz | Team                    | Strafpunkte | Gut-Punkte |
| ----- | ----------------------- | ----------- | ---------- |
| 1.    | UAMK                    | 5           | 386,3      |
| 2.    | ADAC Gau Nordbayern     | 5           | 714,7      |
| 3.    | Motoclub Costa Volpino  | 15          | 939,2      |
| 4.    | BB Guipponi Racing Team | 40          | 1266,1     |
| 5.    | SMI A                   | 109         | 1152,3     |
| 6.    | ADAC Gau Nordbaden      | 187         | 1561,4     |
| 7.    | Maywood Mustang M.C.    | 249         | 1111,2     |
| 8.    | Deutscher M.D.M.W.      | 324         | 763,8      |
| 9.    | M.C. Madunina           | 332         | 917,6      |
| 10.   | El Cajon M.C.           | 433         | 761,2      |
| 11.   | ADAC Gau Nordrhein      | 600         | 573,5      |
| 12.   | Silver Lake Enduro MC   | 613         | 427,7      |
| 13.   | ADAC Gau Württemberg    | 748         | 639,9      |
| 14.   | SMK Eksjo               | 585         | 912,3      |
| 15.   | Motoclub Bergamo        | 868         | 885,0      |
| 16.   | Motoclub Italia         | 900         | 222,7      |
| 17.   | Connecticut Ramblers    | 957         | 487,2      |
| 18.   | U.S. Leonessa d’Italia  | 1133        | 335,3      |
| 19.   | Scottish A.C.U. B       | 1185        | 810,9      |

Folgende Clubmannschaften gaben den Wettbewerb auf/schieden aus:
 SMI B
 Scottish A.C.U. A
 Metropolitan Police
 Holland Oost
 Sidebar Club France
 R.A.F Motor Sport

### Fabrik-Mannschaften
| Platz | Team      | Strafpunkte | Gut-Punkte |
| ----- | --------- | ----------- | ---------- |
| 1.    | Jawa A    | 0           | 67,4       |
| 2.    | Gilera A  | 0           | 218,8      |
| 3.    | Jawa D    | 0           | 338,8      |
| 4.    | Jawa C    | 1           | 214,5      |
| 5.    | Gilera C  | 1           | 234,3      |
| 6.    | Jawa B    | 3           | 288,2      |
| 7.    | KTM A     | 17          | 538,1      |
| 8.    | Penton A  | 18          | 790,0      |
| 9.    | Gilera B  | 28          | 5355,5     |
| 10.   | Monark A  | 47          | 726,7      |
| 11.   | Puch      | 49          | 652,4      |
| 12.   | Gilera D  | 51          | 663,8      |
| 13.   | Penton B  | 61          | 1024,4     |
| 14.   | Ossa      | 69          | 871,8      |
| 15.   | KTM       | 100         | 1238,5     |
| 16.   | DKW       | 214         | 578,1      |
| 17.   | Jawa E    | 230         | 461,6      |
| 18.   | MZ A      | 300         | 308,2      |
| 19.   | MZ B      | 300         | 486,6      |
| 20.   | KTM B     | 302         | 263,9      |
| 21.   | Bultaco B | 386         | 1059,4     |
| 22.   | Monark B  | 408         | 1296,9     |
| 23.   | WSK       | 494         | 1416,0     |
| 24.   | Simson    | 505         | 638,5      |
| 25.   | Maico     | 506         | 563,4      |
| 26.   | Hercules  | 521         | 496,2      |
| 27.   | BPS       | 536         | 821,2      |
| 28.   | SWM A     | 600         | 234,8      |
| 29.   | Ossa      | 556         | 933,4      |
| 30.   | Monark A  | 603         | 474,3      |
| 31.   | Penton C  | 734         | 552,4      |
| 32.   | KTM       | 765         | 557,2      |
| 33.   | Bultaco   | 795         | 2407,8     |
| 34.   | SWM B     | 800         | 440,1      |
| 35.   | Bultaco A | 900         | 422,4      |

Sieben Fabrikmannschaften gaben den Wettbewerb auf/schieden aus.

### Einzelwertung
| Klasse       | Starter | Gold | Silber | Bronze | Ausfall/Disqualifikation | Ausfall/Disqualifikation | Ausfall/Disqualifikation | Ausfall/Disqualifikation | Ausfall/Disqualifikation | Ausfall/Disqualifikation | Ausfall/Disqualifikation |
| Klasse       | Starter | Gold | Silber | Bronze | 1. Tag                   | 2. Tag                   | 3. Tag                   | 4. Tag                   | 5. Tag                   | 6. Tag                   | Gesamt                   |
| ------------ | ------- | ---- | ------ | ------ | ------------------------ | ------------------------ | ------------------------ | ------------------------ | ------------------------ | ------------------------ | ------------------------ |
| 50 cm³       | 10      | 1    | 0      | 1      | 5                        | 1                        | 0                        | 2                        | 0                        | 0                        | 8                        |
| 75 cm³       | 5       | 1    | 2      | 1      | 0                        | 1                        | 0                        | 0                        | 0                        | 0                        | 1                        |
| 100 cm³      | 23      | 2    | 7      | 3      | 0                        | 3                        | 1                        | 6                        | 1                        | 0                        | 11                       |
| 125 cm³      | 43      | 6    | 11     | 5      | 2                        | 7                        | 2                        | 8                        | 2                        | 0                        | 21                       |
| 175 cm³      | 57      | 14   | 12     | 9      | 6                        | 3                        | 4                        | 8                        | 1                        | 0                        | 22                       |
| 250 cm³      | 92      | 9    | 18     | 15     | 4                        | 11                       | 8                        | 23                       | 4                        | 0                        | 50                       |
| 350 cm³      | 32      | 13   | 3      | 4      | 1                        | 0                        | 3                        | 7                        | 1                        | 0                        | 12                       |
| 500/1300 cm³ | 38      | 15   | 8      | 4      | 2                        | 2                        | 0                        | 7                        | 0                        | 0                        | 11                       |
| Gesamt       | 300     | 61   | 61     | 42     | 20                       | 28                       | 18                       | 61                       | 13                       | 0                        | 136                      |

## Trivia
Alle vier Mannschaftswettbewerbe (Trophy, Silbervase, Club- und Fabrikmannschaft) wurden von Mannschaften der Tschechoslowakei gewonnen.